# Kaple svaté Anny (Mnichovo Hradiště)
Kaple svaté Anny v Mnichově Hradišti je bohatě zdobená barokní kaple, která se nachází u řádového kostela Tří králů bývalého kapucínského kláštera, s nímž je propojena. Společně s klášterem je chráněna jako kulturní památka České republiky.

## Historie
Kapli sv. Anny dala postavit hraběnka Marie Markéta Valdštejnová, rozená Černínová v letech 1723–1724, kdy se rozhodla rozšířit kostel svatých Tří králů, který přiléhá k zahradě mnichovohradišťského zámku, o prostor kaple pro anenské bohoslužby. Stavitelem kaple byl člen hradišťského kapucínského konventu P. Jan Vyškovský. V roce 1785 byly do kaple uloženy ostatky Albrechta z Valdštejna, vévody frýdlantského a jeho ženy Lukrécie Nekšovny z Landeka. Ostatky nechal přenést Vincenc z Valdštejna z kartuziánského kláštera ve Valdicích, který byl tehdy zrušen císařem Josefem II.
Při výročí 300 let od úmrtí Albrechta z Valdštejna byl do prostoru umístěn náhrobek z červeného mramoru od sochaře Karla Kolaczka pocházející z roku 1933. Od roku 1966 se v prostorách kaple nachází lapidárium barokních soch. Nachází se zde zejména plastiky z dílny kosmonoské rodiny Jelínků, Josefa Jiřího Jelínka, Martina Jelínka st. a Martina Jelínka ml. Dale pak Františka Ignáce Platzera, a po jedné soše Matyáše Bernarda Brauna a Karla Josefa Hiernleho a dalších anonymních sochařů. Celkový počet zde umístěných pískovcových soch dosahuje počtu padesáti exemplářů.

## Architektura
Boční stěna kaple, s výraznými dekorativními prvky, je vyřešená jako bohaté vrcholně barokní pětiosé průčelí se středním širokým tříosým rizalitem. Členěna je nakupenými pilastry, vysokými okny, ověnčenými štukovou vegetací, portálem s lukovitě ořímsovanou supraportou. Nad kladím se nachází vysoký vykrajovaný trojčlenný štít s lichými okny, středním balkónem a pěti sochami: sv. Anny, sv. Jana Křtitele, Panny Marie a kapucínských řádových světců. K těmto sochám patří i dvě další sochy na hlavní římse objektu; plastiky jsou od Martina Jelínka st. z Kosmonos pocházející z roku 1724. Na jižní stěně v ose presbytáře je otevřená empírová čtvercová hrobka Valdštejnů se štítem neseným dvěma páry toskánských polosloupů. Vnitřek kaple se skládá ze vstupní části lodi a presbytáře, který má valenou klenbu s lunetami a vyzdoben je štukovou dekorací.

## Vybavení

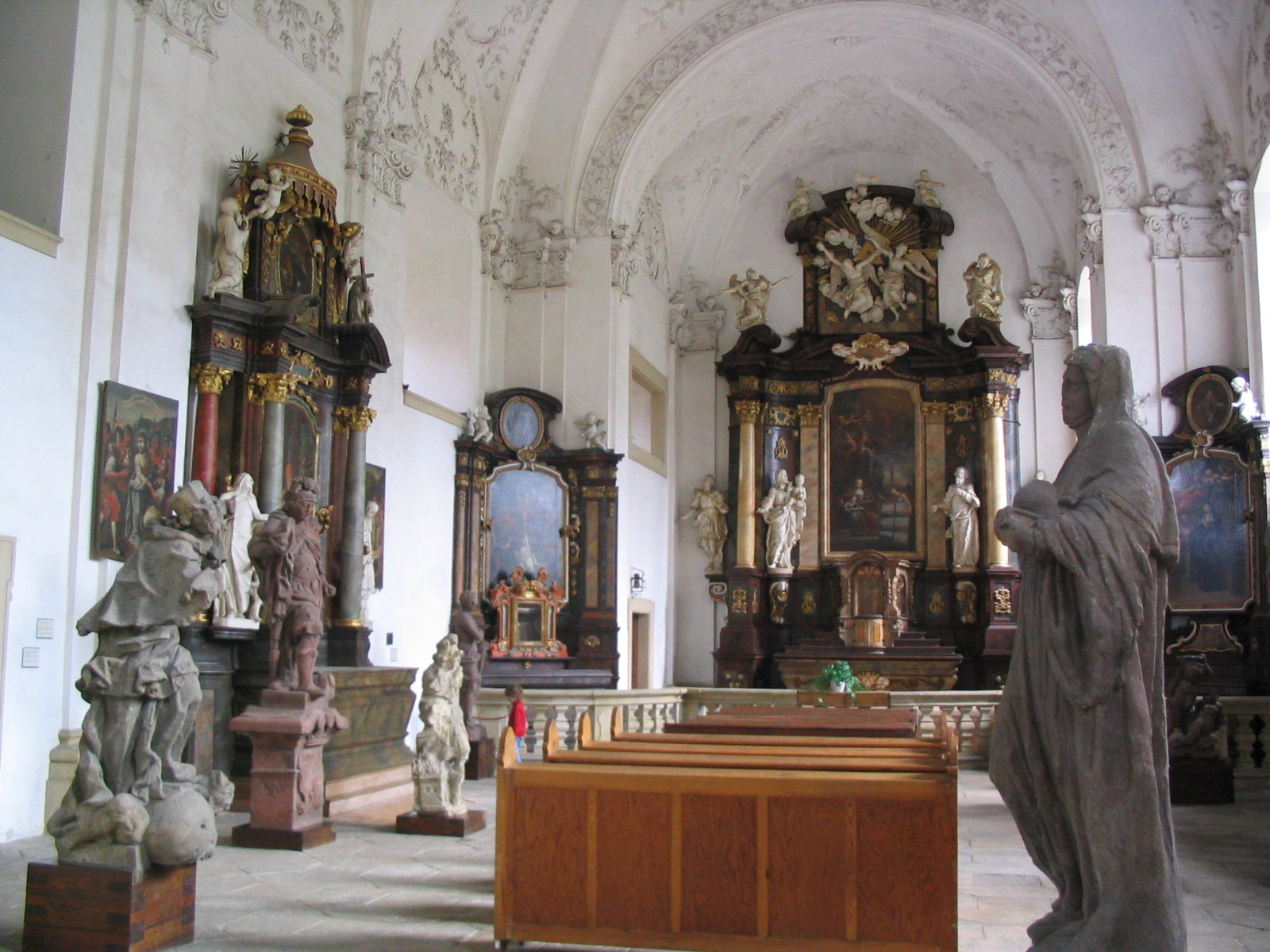
Interiér kaple sv. Anny

Zařízení pochází z období výstavby kaple z let 1725–1728. Na hlavním oltáři je obraz sv. Anny vyučující Pannu Marii od valdštejnského dvorního malíře Jana J. Hertla. Na obraze se nachází výjev s pohledy na zámky v Bělé, Duchcově, Doksech, Mnichově Hradišti, Komorním Hrádku a Hrubé Skále. Boční oltáře jsou zasvěceny sv. Janu Nepomuckému, sv. Kláře a sv. Erasmovi a mají obrazy taktéž od Hertla.

## Okolí
K úctě ke sv. Anně patří také socha světice od sochaře Josefa J. Jelínka, která stojí před klášterem a pochází z roku 1713.